# 平海镇 (惠东县)

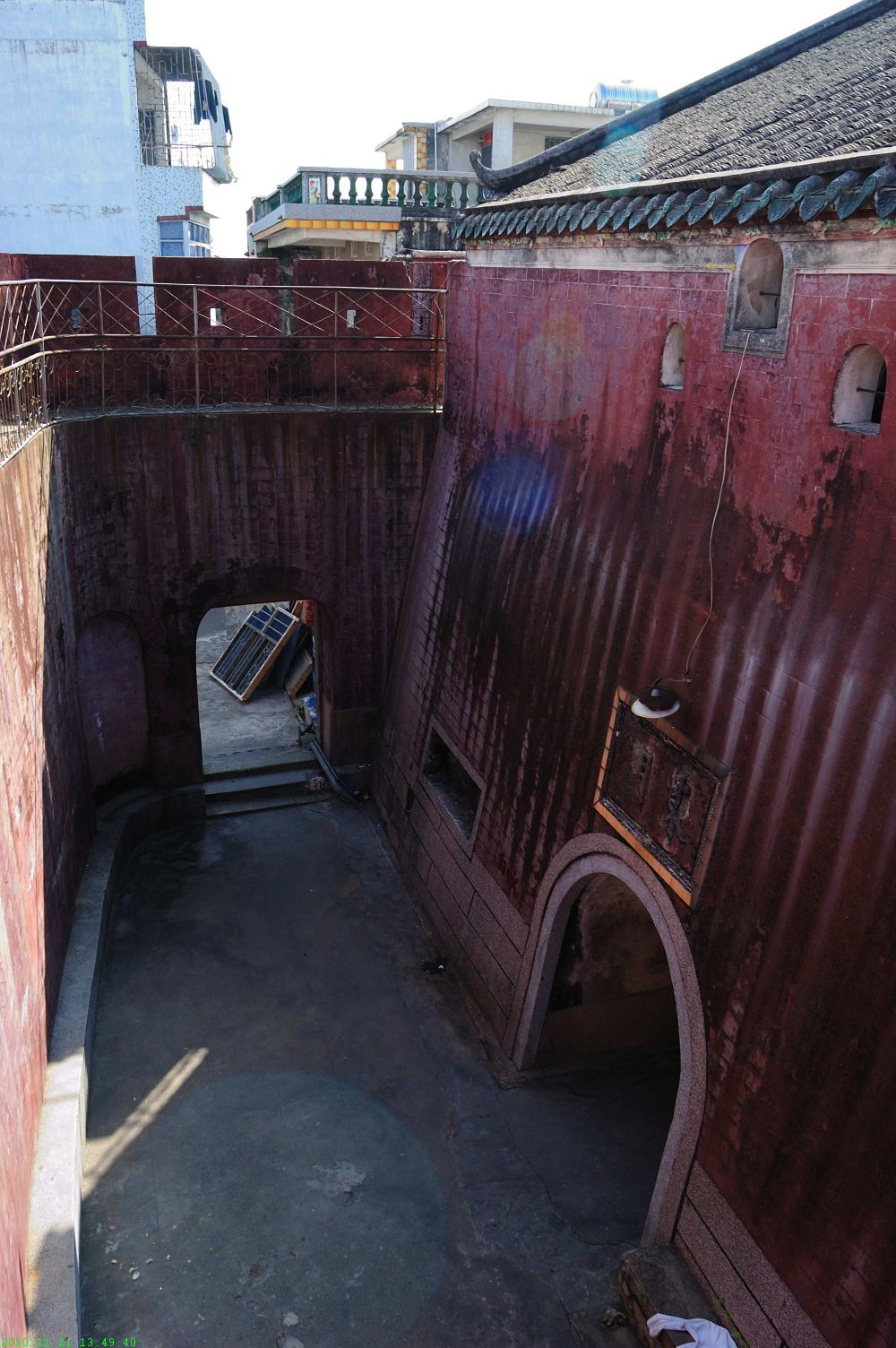
平海古城

平海镇是广东省惠州市惠东县下的一个临海小镇，位于稔平半岛最南，有双月湾等旅游资源。
據2019年消息，全镇总面积136平方公里，其中，城镇面积6平方公里（规划面积12平方公里），海岸线长33公里，下辖10个村委会和1个社区居民委员会，户籍人口4万人，其中城镇居民1.2万人。

## 方言
據潘家懿和林倫倫（2011），平海鎮鎮內講四五種方言，包括平海軍聲、惠陽客家话、惠州福佬話，其中講平海軍聲的居民占三分之一，幾種方言長期雜處滲透。
2010年有統計，鎮內的平海軍聲（明代衛所軍戶後裔方言）人口約1.2萬多人，其中七成為平海古城居民。平海古城遷出去的軍戶後裔也講軍聲，也括有主要有平海鎮洞上、麥園、大水坑三個軍聲村，還有奎坑、畬坑、畬背、佛元、佛嶺、大林、大小安等自然村，而港口鎮的埔頂和東海的局部也講軍聲。

## 行政区划
平海镇下辖以下地区：
平海社区、港口社区、佛元村、渔业村、东和村、径口村、寨头村、六乡村、油元村、鹧洞村、咸台村、碧甲村、巽寮村、巽寮渔业村、榄涌村、赤砂村、港一村、南社村、新村、新寮村、大园村、东海村、大澳村和蔡家村。

## 旅遊
- 建于明洪武18年（1385年）的平海古城是岭南地区唯一现存的古老所城。是广东省人民政府于1991年2月公布的第一批历史文化名镇之一。

## 文化
- 凤舞又称“五凤朝阳”，是流行于惠东县平海镇东门村世代相传的传统民间艺术。据《惠东县志》记载，平海凤舞起源于明朝洪武十八年（1385年），距今有600多年的历史。[5]

- 舞鲤鱼又称“鲤鱼追春”，是惠东县平海镇西北村的传统民俗活动，一般在每年农历正月元宵节期间和三月三、九月九等喜庆节日期间举行。这一习俗起源于明末清初，其起源与很久以前当地久旱无雨，有鲤鱼带领人们历经千辛万苦寻找水源的传说有关。[6]